# Tropiocolotes persicus
Tropiocolotes persicus är en ödleart som beskrevs av  Alexander Nikolsky 1903. Tropiocolotes persicus ingår i släktet Tropiocolotes och familjen geckoödlor. Inga underarter finns listade i Catalogue of Life.